# Иль-Джезу
Церковь Иль-Дже́зу (итал. La chiesa del Gesù, Il Gesù, La chiesa del Santissimo Nome di Gesù — церковь во имя Иисуса; церковь Иисуса; церковь Святейшего Имени Иисуса) — соборная церковь ордена иезуитов в Риме, в которой захоронен его основатель и небесный покровитель — святой Игнатий (Иньяцио) де Лойола, канонизированный в 1622 году. Это одна из самых известных церквей Рима, находится на небольшой одноимённой площади в центре города. Представляет собой классический образец стиля римского барокко, или «стиля контрреформации».

## История
Местность, на которой находится церковь, в древности отличалась сильными ветрами. Согласно легенде, однажды дьявол попросил ветер подождать пока он войдёт в церковь, но ветер не внял его просьбе и с тех пор он дует постоянно. Общество Иисуса (орден иезуитов) по благословению папы Павла III было основано в 1540 году Игнатием де Лойолой. В то время Павел III жил в Палаццо Венеция и предложил первым иезуитам капеллу рядом со своей резиденцией.
Решение о строительстве отдельной церкви Игнатий Лойола принял ещё в 1551 году, но из-за отсутствия средств храм так и не был построен при его жизни. Только в 1568 году кардинал Алессандро Фарнезе, племянник папы Павла III (также носившего имя Алессандро Фарнезе), учредил фонд для строительства.
Строительство церкви Иль-Джезу считается важным поворотным моментом в истории христианской архитектуры, это был первый храм, построенный в соответствии с решениями Тридентского собора: с одним просторным нефом, большим куполом и пространством средокрестия, позволяющими прихожанам всё внимание сосредоточить на алтаре. В дальнейшем композиция соборной церкви Иль Джезу стала каноническим образцом для строительства других римских церквей периода Контрреформации.
Первый проект церкви был разработан флорентийским архитектором Нанни ди Баччо Биджо. В 1554 году проект был переработан Микеланджело, а затем, в 1568 году, Дж. Виньолой. Строительными работами с 1568 года руководил Виньола, а после его смерти в 1573 году — Джакомо Делла Порта (до 1580 года), который значительно переработал композицию фасада и форму купола. От ордена был назначен свой архитектор-иезуит Джованни Тристано для надзора за соблюдением правил. Церковь освятили 25 ноября 1584 года. Над входным порталом церкви помещается картуш с монограммой Общества Иисуса (IHS: лат. Iesus Hominum Salvator — «Иисус, спаситель человечества»). Справа от входа — папский герб, а слева — древнеримская аббревиатура SPQR (Senatus Populusque Romanus: «Сенат и народ Рима»).
Архитектура римской церкви Иль-Джезу со временем приобрела значение канонического образца не только для Италии, но и для иезуитских храмов по всей Европе: в Речи Посполитой, на территории современных Польши, Литвы, Белоруссии и Украины), а также в Латинской Америке. В ведении храма также находится историческая Конгрегация Вознесения Марии (Mariana dell’Assunta) и Святого Луиджи Гонзага.

## Архитектура
Композиция фасада церкви Иль-Джезу характерна для раннего римского барокко, или переходного ренессансно-барочного стиля, который позднее, после постановлений Тридентского собора, стали именовать «стилем контрреформации», «стилем иезуитов», или «трентино». Другая церковь иезуитов в Риме — Сант-Иньяцио, посвящённая основателю ордена Святому Игнатию, также следует этой композиции. Впоследствии фасады обеих построек стали каноническими образцами и для других конгрегационных римских церквей. Ещё одним образцом для контрреформационных храмов стала построенная намного ранее церковь Сант-Андреа в Мантуе (проект Л. Б. Альберти 1470 года).
Фасад Иль-Джезу отличает строгая симметрия, он имеет два яруса с треугольным фронтоном в центре и волютами по сторонам. Классицистическая симметрия сочетается с типично барочными приемами: раскреповками антаблемента, «набегающими» к центру фасада, сдвоенными полуколоннами и пилястрами, статуями в нишах. Пилястры и полуколонны первого яруса подняты на высокие постаменты. Полуколонны и пилястры сгруппированы попарно, а треугольный фронтон вписан в лучковый, что нарушает все ордерные правила, но для архитектуры барокко не кажется необычным.
Церковь в соответствии с рекомендациями Тридентского собора имеет удлинённый план с одним широким нефом, перекрытым цилиндрическим сводом. Трансепт не выделен из общего объёма, поэтому воспринимается как средокрестие церкви. По сторонам имеются капеллы (по три с каждой стороны, окончания трансепта также оформлены в качестве дополнительных капелл. Купол опирается на октогон — восьмиугольный барабан.

## Интерьер церкви
Внутреннее оформление церкви создавалось в XVII веке, позднее её экстерьера и главного фасада. Основная тема: триумф католической церкви эпохи Контрреформации, выражена в богатстве убранства и колористическом решении — росписях, статуях, вызолоченных рельефных орнаментах, разноцветных мраморах.
Основная живописная композиция «Триумф имени Иисуса» занимает свод нефа. Она создана по заказу и по проекту кардинала Джованни Франческо Негроне в 1672—1679 живописцем Джованни Баттиста Гаулли по прозванию Бачиччио в манере «тромплёй» (фр. trompe-l'œil — «обманчивый глаз», «обманчивая видимость») — разновидности перспективных плафонных росписей, известных под оригинальным названием (итал. pittura di sotto in sù  — «живопись под потолок», или «снизу вверх»). В эпоху барокко художественные идеи высвобождались от сковывающей их обыденной действительности и позволяли создавать росписи с иллюзией невероятного пространства с облаками, улетающими в небо фигурами ангелов и святых. Бачиччио также выполнил росписи апсиды: «Поклонение Агнцу» и купола: «Вознесение». В создании росписей участвовал Джованни Андреа Карлоне, ученик Карло Маратты.
В левом (северном) трансепте находится капелла Св. Игнатия Лойолы, основателя ордена, богато украшенная серебром и разноцветными камнями (ониксом, лазуритом, аметистом), хрусталём и позолоченной бронзой. В алтаре, обрамлённом колоннами из лазурита (проект Андреа Поццо, 1696—1700), в позолоченной урне (работа Алессандро Альгарди) хранится прах св. Игнатия. В капелле установлена копия серебряной статуи святого, выполненной Пьером Легро Младшим, французским скульптором, работавшим в Риме, которую в XIX веке переплавили в слитки для выплаты контрибуции Наполеону Бонапарту в период оккупации Рима французскими войсками по Толентинскому договору 1797 года (отсутствует на снимке). От старой алтарной композиции осталась мраморная скульптурная группа работы Легро «Религия изгоняет ересь» (1695—1698), установленная справа от алтаря. По другую сторону — «Торжество веры над идолопоклонством», произведение Жана-Батиста (Джованни) Теодона.
Капелла Святого Сердца (La Cappella del Sacro Cuore) оформлена в 1599 году по заказу Франсиско Борджа, третьего генерала Общества Иисуса (в 1670 году причисленного к лику святых), по проекту архитектора Джакомо делла Порта на средства Олимпии Орсини. Капеллу посвятили Св. Франциску Ассизскому, имя которого носил заказчик. В 1920 году капеллу переименовали в Капеллу Святого Сердца. Алтарная картина изображает эмблему ордена францисканцев: образ Иисуса с пламенеющим сердцем в руках — произведение Помпео Баттони (1767). По сторонам — картины, изображающие Святую Кьяру и Святую Елизавету Венгерскую. На своде капеллы изображены четыре Евангелиста и четыре Учителя церкви. По периметру стен Часовни Святого Сердца помещены картины, изображающие сцены из жизни Святого Франциска.
В капелле Святого Сердца мoжнo увидеть бюст Роберто Беллармина (работа Джованни Лоренцо Бернини, 1623), иезуита, кардинала, Учителя церкви и Великого инквизитора. Беллармин известен и тем, что он был главным обвинителем на процессе Джордано Бруно и руководителем первого процесса над Галилеем в 1613—1616 годах.
Капелла Св. Франциска Ксаверия расположена в южном трансепте. Проект Пьетро да Кортона и Карло Фонтана. Франциск Ксаверий (Франсиско Хавьер) — католический святой и миссионер. Один из основателей Общества Иисуса. Был первым католическим миссионером в Японии. Под алтарем в реликварии находится правая рука святого, привезенная в Италию в 1614 году по приказу генерала ордена Клаудио Аквавивы. Купол капеллы расписан фреской «Прославление Святого Франческо Ксаверио» работы Джованни Андреа Карлоне.
- Интерьер церкви
- Главный неф
- Дж. Б. Гаулли. Триумф имени Иисуса. 1672—1679. Роспись свода главного нефа
- Главный алтарь
- Капелла Святого Игнатия. 1696—1700. Архитектор Андреа Поццо
- П. Легро Младший. Религия изгоняет Ересь. 1695—1698. Капелла Святого Игнатия.
- Дж. Б. Гаулли. Слава Святого Игнатия. Роспись свода капеллы

## Титулярная церковь
Церковь святого имени Иисуса является титулярной диаконией, кардиналом-дьяконом с титулярной диаконией во святое имя Иисуса с 27 августа 2022 года является итальянский кардинал Джанфранко Гирланда.